# 1243
Portal Geschichte | Portal Biografien | Aktuelle Ereignisse | Jahreskalender | Tagesartikel

◄ |
12. Jahrhundert |
13. Jahrhundert
| 14. Jahrhundert | ►

◄ |
1210er |
1220er |
1230er |
1240er
| 1250er | 1260er | 1270er | ►

◄◄ |
◄ |
1239 |
1240 |
1241 |
1242 |
1243
| 1244 | 1245 | 1246 | 1247 | ► | ►►
Staatsoberhäupter  · Nekrolog
| Januar | Januar | Januar | Januar | Januar | Januar | Januar | Januar |
| Kw     | Mo     | Di     | Mi     | Do     | Fr     | Sa     | So     |
| ------ | ------ | ------ | ------ | ------ | ------ | ------ | ------ |
| 1      |        |        |        | 1      | 2      | 3      | 4      |
| 2      | 5      | 6      | 7      | 8      | 9      | 10     | 11     |
| 3      | 12     | 13     | 14     | 15     | 16     | 17     | 18     |
| 4      | 19     | 20     | 21     | 22     | 23     | 24     | 25     |
| 5      | 26     | 27     | 28     | 29     | 30     | 31     |        |

| Februar | Februar | Februar | Februar | Februar | Februar | Februar | Februar |
| Kw      | Mo      | Di      | Mi      | Do      | Fr      | Sa      | So      |
| ------- | ------- | ------- | ------- | ------- | ------- | ------- | ------- |
| 5       |         |         |         |         |         |         | 1       |
| 6       | 2       | 3       | 4       | 5       | 6       | 7       | 8       |
| 7       | 9       | 10      | 11      | 12      | 13      | 14      | 15      |
| 8       | 16      | 17      | 18      | 19      | 20      | 21      | 22      |
| 9       | 23      | 24      | 25      | 26      | 27      | 28      |         |

| März | März | März | März | März | März | März | März |
| Kw   | Mo   | Di   | Mi   | Do   | Fr   | Sa   | So   |
| ---- | ---- | ---- | ---- | ---- | ---- | ---- | ---- |
| 9    |      |      |      |      |      |      | 1    |
| 10   | 2    | 3    | 4    | 5    | 6    | 7    | 8    |
| 11   | 9    | 10   | 11   | 12   | 13   | 14   | 15   |
| 12   | 16   | 17   | 18   | 19   | 20   | 21   | 22   |
| 13   | 23   | 24   | 25   | 26   | 27   | 28   | 29   |
| 14   | 30   | 31   |      |      |      |      |      |

| April | April | April | April | April | April | April | April |
| Kw    | Mo    | Di    | Mi    | Do    | Fr    | Sa    | So    |
| ----- | ----- | ----- | ----- | ----- | ----- | ----- | ----- |
| 14    |       |       | 1     | 2     | 3     | 4     | 5     |
| 15    | 6     | 7     | 8     | 9     | 10    | 11    | 12    |
| 16    | 13    | 14    | 15    | 16    | 17    | 18    | 19    |
| 17    | 20    | 21    | 22    | 23    | 24    | 25    | 26    |
| 18    | 27    | 28    | 29    | 30    |       |       |       |

| Mai | Mai | Mai | Mai | Mai | Mai | Mai | Mai |
| Kw  | Mo  | Di  | Mi  | Do  | Fr  | Sa  | So  |
| --- | --- | --- | --- | --- | --- | --- | --- |
| 18  |     |     |     |     | 1   | 2   | 3   |
| 19  | 4   | 5   | 6   | 7   | 8   | 9   | 10  |
| 20  | 11  | 12  | 13  | 14  | 15  | 16  | 17  |
| 21  | 18  | 19  | 20  | 21  | 22  | 23  | 24  |
| 22  | 25  | 26  | 27  | 28  | 29  | 30  | 31  |

| Juni | Juni | Juni | Juni | Juni | Juni | Juni | Juni |
| Kw   | Mo   | Di   | Mi   | Do   | Fr   | Sa   | So   |
| ---- | ---- | ---- | ---- | ---- | ---- | ---- | ---- |
| 23   | 1    | 2    | 3    | 4    | 5    | 6    | 7    |
| 24   | 8    | 9    | 10   | 11   | 12   | 13   | 14   |
| 25   | 15   | 16   | 17   | 18   | 19   | 20   | 21   |
| 26   | 22   | 23   | 24   | 25   | 26   | 27   | 28   |
| 27   | 29   | 30   |      |      |      |      |      |

| Juli | Juli | Juli | Juli | Juli | Juli | Juli | Juli |
| Kw   | Mo   | Di   | Mi   | Do   | Fr   | Sa   | So   |
| ---- | ---- | ---- | ---- | ---- | ---- | ---- | ---- |
| 27   |      |      | 1    | 2    | 3    | 4    | 5    |
| 28   | 6    | 7    | 8    | 9    | 10   | 11   | 12   |
| 29   | 13   | 14   | 15   | 16   | 17   | 18   | 19   |
| 30   | 20   | 21   | 22   | 23   | 24   | 25   | 26   |
| 31   | 27   | 28   | 29   | 30   | 31   |      |      |

| August | August | August | August | August | August | August | August |
| Kw     | Mo     | Di     | Mi     | Do     | Fr     | Sa     | So     |
| ------ | ------ | ------ | ------ | ------ | ------ | ------ | ------ |
| 31     |        |        |        |        |        | 1      | 2      |
| 32     | 3      | 4      | 5      | 6      | 7      | 8      | 9      |
| 33     | 10     | 11     | 12     | 13     | 14     | 15     | 16     |
| 34     | 17     | 18     | 19     | 20     | 21     | 22     | 23     |
| 35     | 24     | 25     | 26     | 27     | 28     | 29     | 30     |
| 36     | 31     |        |        |        |        |        |        |

| September | September | September | September | September | September | September | September |
| Kw        | Mo        | Di        | Mi        | Do        | Fr        | Sa        | So        |
| --------- | --------- | --------- | --------- | --------- | --------- | --------- | --------- |
| 36        |           | 1         | 2         | 3         | 4         | 5         | 6         |
| 37        | 7         | 8         | 9         | 10        | 11        | 12        | 13        |
| 38        | 14        | 15        | 16        | 17        | 18        | 19        | 20        |
| 39        | 21        | 22        | 23        | 24        | 25        | 26        | 27        |
| 40        | 28        | 29        | 30        |           |           |           |           |

| Oktober | Oktober | Oktober | Oktober | Oktober | Oktober | Oktober | Oktober |
| Kw      | Mo      | Di      | Mi      | Do      | Fr      | Sa      | So      |
| ------- | ------- | ------- | ------- | ------- | ------- | ------- | ------- |
| 40      |         |         |         | 1       | 2       | 3       | 4       |
| 41      | 5       | 6       | 7       | 8       | 9       | 10      | 11      |
| 42      | 12      | 13      | 14      | 15      | 16      | 17      | 18      |
| 43      | 19      | 20      | 21      | 22      | 23      | 24      | 25      |
| 44      | 26      | 27      | 28      | 29      | 30      | 31      |         |

| November | November | November | November | November | November | November | November |
| Kw       | Mo       | Di       | Mi       | Do       | Fr       | Sa       | So       |
| -------- | -------- | -------- | -------- | -------- | -------- | -------- | -------- |
| 44       |          |          |          |          |          |          | 1        |
| 45       | 2        | 3        | 4        | 5        | 6        | 7        | 8        |
| 46       | 9        | 10       | 11       | 12       | 13       | 14       | 15       |
| 47       | 16       | 17       | 18       | 19       | 20       | 21       | 22       |
| 48       | 23       | 24       | 25       | 26       | 27       | 28       | 29       |
| 49       | 30       |          |          |          |          |          |          |

| Dezember | Dezember | Dezember | Dezember | Dezember | Dezember | Dezember | Dezember |
| Kw       | Mo       | Di       | Mi       | Do       | Fr       | Sa       | So       |
| -------- | -------- | -------- | -------- | -------- | -------- | -------- | -------- |
| 49       |          | 1        | 2        | 3        | 4        | 5        | 6        |
| 50       | 7        | 8        | 9        | 10       | 11       | 12       | 13       |
| 51       | 14       | 15       | 16       | 17       | 18       | 19       | 20       |
| 52       | 21       | 22       | 23       | 24       | 25       | 26       | 27       |
| 53       | 28       | 29       | 30       | 31       |          |          |          |

| Januar | Januar | Januar | Januar | Januar | Januar | Januar | Januar |
| Kw     | Mo     | Di     | Mi     | Do     | Fr     | Sa     | So     |
| ------ | ------ | ------ | ------ | ------ | ------ | ------ | ------ |
| 1      |        |        |        | 1      | 2      | 3      | 4      |
| 2      | 5      | 6      | 7      | 8      | 9      | 10     | 11     |
| 3      | 12     | 13     | 14     | 15     | 16     | 17     | 18     |
| 4      | 19     | 20     | 21     | 22     | 23     | 24     | 25     |
| 5      | 26     | 27     | 28     | 29     | 30     | 31     |        |

| Februar | Februar | Februar | Februar | Februar | Februar | Februar | Februar |
| Kw      | Mo      | Di      | Mi      | Do      | Fr      | Sa      | So      |
| ------- | ------- | ------- | ------- | ------- | ------- | ------- | ------- |
| 5       |         |         |         |         |         |         | 1       |
| 6       | 2       | 3       | 4       | 5       | 6       | 7       | 8       |
| 7       | 9       | 10      | 11      | 12      | 13      | 14      | 15      |
| 8       | 16      | 17      | 18      | 19      | 20      | 21      | 22      |
| 9       | 23      | 24      | 25      | 26      | 27      | 28      |         |

| März | März | März | März | März | März | März | März |
| Kw   | Mo   | Di   | Mi   | Do   | Fr   | Sa   | So   |
| ---- | ---- | ---- | ---- | ---- | ---- | ---- | ---- |
| 9    |      |      |      |      |      |      | 1    |
| 10   | 2    | 3    | 4    | 5    | 6    | 7    | 8    |
| 11   | 9    | 10   | 11   | 12   | 13   | 14   | 15   |
| 12   | 16   | 17   | 18   | 19   | 20   | 21   | 22   |
| 13   | 23   | 24   | 25   | 26   | 27   | 28   | 29   |
| 14   | 30   | 31   |      |      |      |      |      |

| April | April | April | April | April | April | April | April |
| Kw    | Mo    | Di    | Mi    | Do    | Fr    | Sa    | So    |
| ----- | ----- | ----- | ----- | ----- | ----- | ----- | ----- |
| 14    |       |       | 1     | 2     | 3     | 4     | 5     |
| 15    | 6     | 7     | 8     | 9     | 10    | 11    | 12    |
| 16    | 13    | 14    | 15    | 16    | 17    | 18    | 19    |
| 17    | 20    | 21    | 22    | 23    | 24    | 25    | 26    |
| 18    | 27    | 28    | 29    | 30    |       |       |       |

| Mai | Mai | Mai | Mai | Mai | Mai | Mai | Mai |
| Kw  | Mo  | Di  | Mi  | Do  | Fr  | Sa  | So  |
| --- | --- | --- | --- | --- | --- | --- | --- |
| 18  |     |     |     |     | 1   | 2   | 3   |
| 19  | 4   | 5   | 6   | 7   | 8   | 9   | 10  |
| 20  | 11  | 12  | 13  | 14  | 15  | 16  | 17  |
| 21  | 18  | 19  | 20  | 21  | 22  | 23  | 24  |
| 22  | 25  | 26  | 27  | 28  | 29  | 30  | 31  |

| Juni | Juni | Juni | Juni | Juni | Juni | Juni | Juni |
| Kw   | Mo   | Di   | Mi   | Do   | Fr   | Sa   | So   |
| ---- | ---- | ---- | ---- | ---- | ---- | ---- | ---- |
| 23   | 1    | 2    | 3    | 4    | 5    | 6    | 7    |
| 24   | 8    | 9    | 10   | 11   | 12   | 13   | 14   |
| 25   | 15   | 16   | 17   | 18   | 19   | 20   | 21   |
| 26   | 22   | 23   | 24   | 25   | 26   | 27   | 28   |
| 27   | 29   | 30   |      |      |      |      |      |

| Juli | Juli | Juli | Juli | Juli | Juli | Juli | Juli |
| Kw   | Mo   | Di   | Mi   | Do   | Fr   | Sa   | So   |
| ---- | ---- | ---- | ---- | ---- | ---- | ---- | ---- |
| 27   |      |      | 1    | 2    | 3    | 4    | 5    |
| 28   | 6    | 7    | 8    | 9    | 10   | 11   | 12   |
| 29   | 13   | 14   | 15   | 16   | 17   | 18   | 19   |
| 30   | 20   | 21   | 22   | 23   | 24   | 25   | 26   |
| 31   | 27   | 28   | 29   | 30   | 31   |      |      |

| August | August | August | August | August | August | August | August |
| Kw     | Mo     | Di     | Mi     | Do     | Fr     | Sa     | So     |
| ------ | ------ | ------ | ------ | ------ | ------ | ------ | ------ |
| 31     |        |        |        |        |        | 1      | 2      |
| 32     | 3      | 4      | 5      | 6      | 7      | 8      | 9      |
| 33     | 10     | 11     | 12     | 13     | 14     | 15     | 16     |
| 34     | 17     | 18     | 19     | 20     | 21     | 22     | 23     |
| 35     | 24     | 25     | 26     | 27     | 28     | 29     | 30     |
| 36     | 31     |        |        |        |        |        |        |

| September | September | September | September | September | September | September | September |
| Kw        | Mo        | Di        | Mi        | Do        | Fr        | Sa        | So        |
| --------- | --------- | --------- | --------- | --------- | --------- | --------- | --------- |
| 36        |           | 1         | 2         | 3         | 4         | 5         | 6         |
| 37        | 7         | 8         | 9         | 10        | 11        | 12        | 13        |
| 38        | 14        | 15        | 16        | 17        | 18        | 19        | 20        |
| 39        | 21        | 22        | 23        | 24        | 25        | 26        | 27        |
| 40        | 28        | 29        | 30        |           |           |           |           |

| Oktober | Oktober | Oktober | Oktober | Oktober | Oktober | Oktober | Oktober |
| Kw      | Mo      | Di      | Mi      | Do      | Fr      | Sa      | So      |
| ------- | ------- | ------- | ------- | ------- | ------- | ------- | ------- |
| 40      |         |         |         | 1       | 2       | 3       | 4       |
| 41      | 5       | 6       | 7       | 8       | 9       | 10      | 11      |
| 42      | 12      | 13      | 14      | 15      | 16      | 17      | 18      |
| 43      | 19      | 20      | 21      | 22      | 23      | 24      | 25      |
| 44      | 26      | 27      | 28      | 29      | 30      | 31      |         |

| November | November | November | November | November | November | November | November |
| Kw       | Mo       | Di       | Mi       | Do       | Fr       | Sa       | So       |
| -------- | -------- | -------- | -------- | -------- | -------- | -------- | -------- |
| 44       |          |          |          |          |          |          | 1        |
| 45       | 2        | 3        | 4        | 5        | 6        | 7        | 8        |
| 46       | 9        | 10       | 11       | 12       | 13       | 14       | 15       |
| 47       | 16       | 17       | 18       | 19       | 20       | 21       | 22       |
| 48       | 23       | 24       | 25       | 26       | 27       | 28       | 29       |
| 49       | 30       |          |          |          |          |          |          |

| Dezember | Dezember | Dezember | Dezember | Dezember | Dezember | Dezember | Dezember |
| Kw       | Mo       | Di       | Mi       | Do       | Fr       | Sa       | So       |
| -------- | -------- | -------- | -------- | -------- | -------- | -------- | -------- |
| 49       |          | 1        | 2        | 3        | 4        | 5        | 6        |
| 50       | 7        | 8        | 9        | 10       | 11       | 12       | 13       |
| 51       | 14       | 15       | 16       | 17       | 18       | 19       | 20       |
| 52       | 21       | 22       | 23       | 24       | 25       | 26       | 27       |
| 53       | 28       | 29       | 30       | 31       |          |          |          |

## Ereignisse

### Politik und Weltgeschehen

#### Heiliges Römisches Reich
- 1. Mai: Mit einem Friedensvertrag zwischen Dietrich von Altena-Isenberg und Adolf I. von der Mark enden nach über einem Jahrzehnt die Isenberger Wirren. Dietrich erhält die Grafschaft Limburg, und die Kontrahenten teilen die isenbergischen Güter etwa zur Hälfte untereinander auf.
- Die Städte Bern und Freiburg verpflichten sich zu gegenseitiger Hilfeleistung. Das ist der älteste bekannte und erhaltene Bundesbrief.

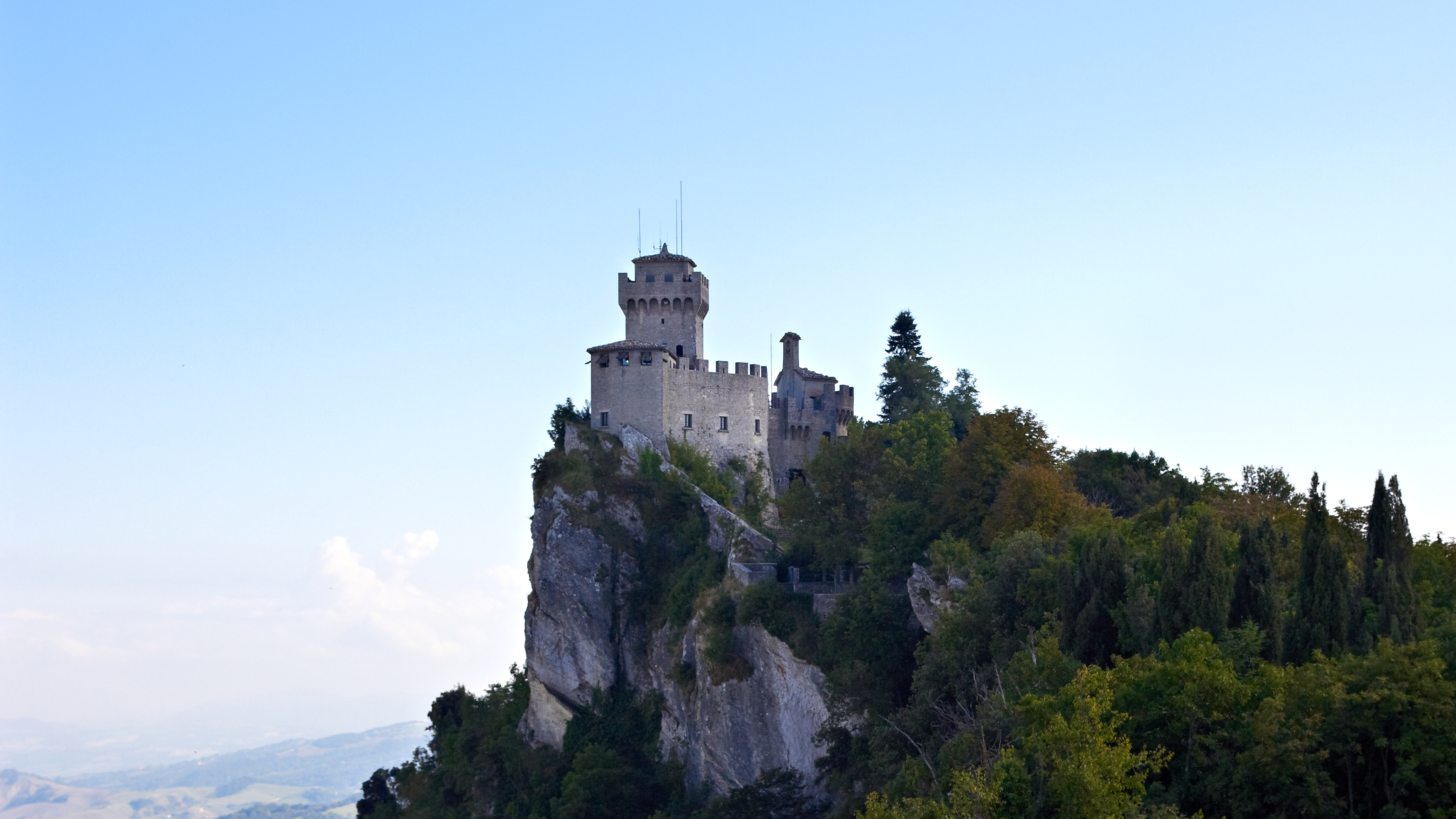
Blick auf San Marino

- In San Marino werden erstmals – in Anlehnung an das altrömische Konsularprinzip – zwei Capitani Reggenti für jeweils sechs Monate als gemeinsames Staatsoberhaupt gewählt, eine Regelung, die bis heute Gültigkeit hat.
- 1242/1243: Heinrich Raspe ernennt Heinrich, den Sohn seiner Stiefschwester Jutta aus der Familie der Wettiner für den Fall seines Todes zum Nachfolger als Landgraf von Thüringen.

#### Frankreich/Okzitanien

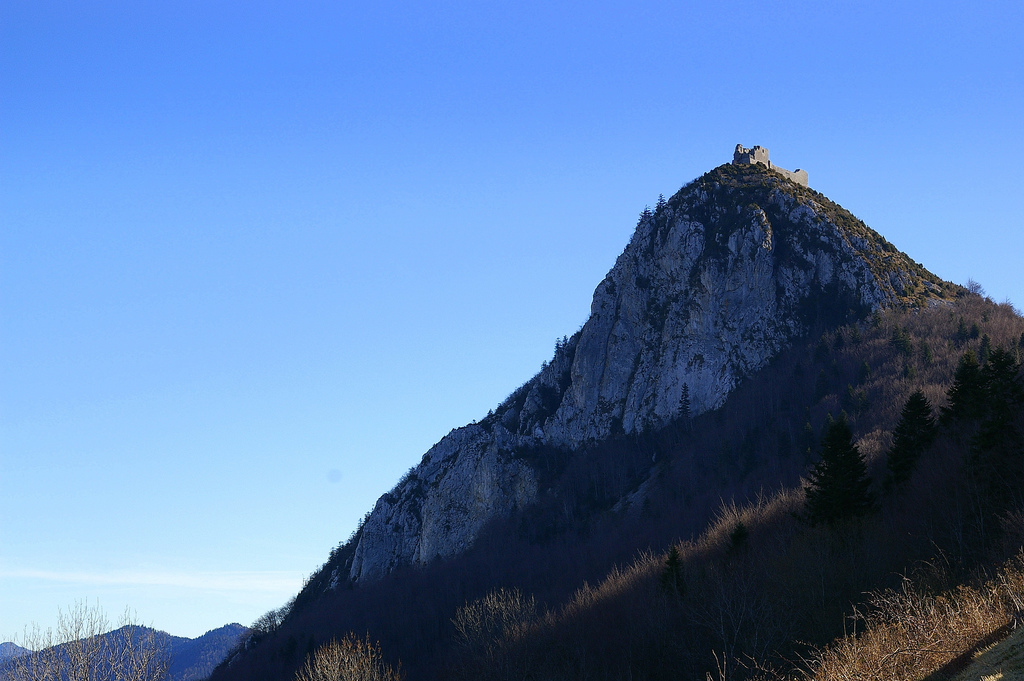
Montségur

- Mitte April: In Béziers wird unter der Leitung von Erzbischof Pierre Amiel von Narbonne ein Konzil abgehalten, in dem wohl unter anderem ein Kreuzzug gegen die Burg Montségur beschlossen wird, nachdem dortige Faydits im Vorjahr zwei päpstliche Inquisitoren ermordet haben.
- Mai: Die Belagerung des Montségur, des letzten Rückzugortes der Katharer nach dem Ende des Albigenserkreuzzuges, beginnt unter dem Befehl von Hugues d’Arcis. Befehlshaber der verteidigenden Garnison ist Pierre Roger II. de Mirepoix.
- Dezember: Den Belagerern gelingt es, über unwegsames Gelände die Besatzung eines Vorpostens der Burg zu überraschen und diesen zu erobern.

#### Mongolensturm

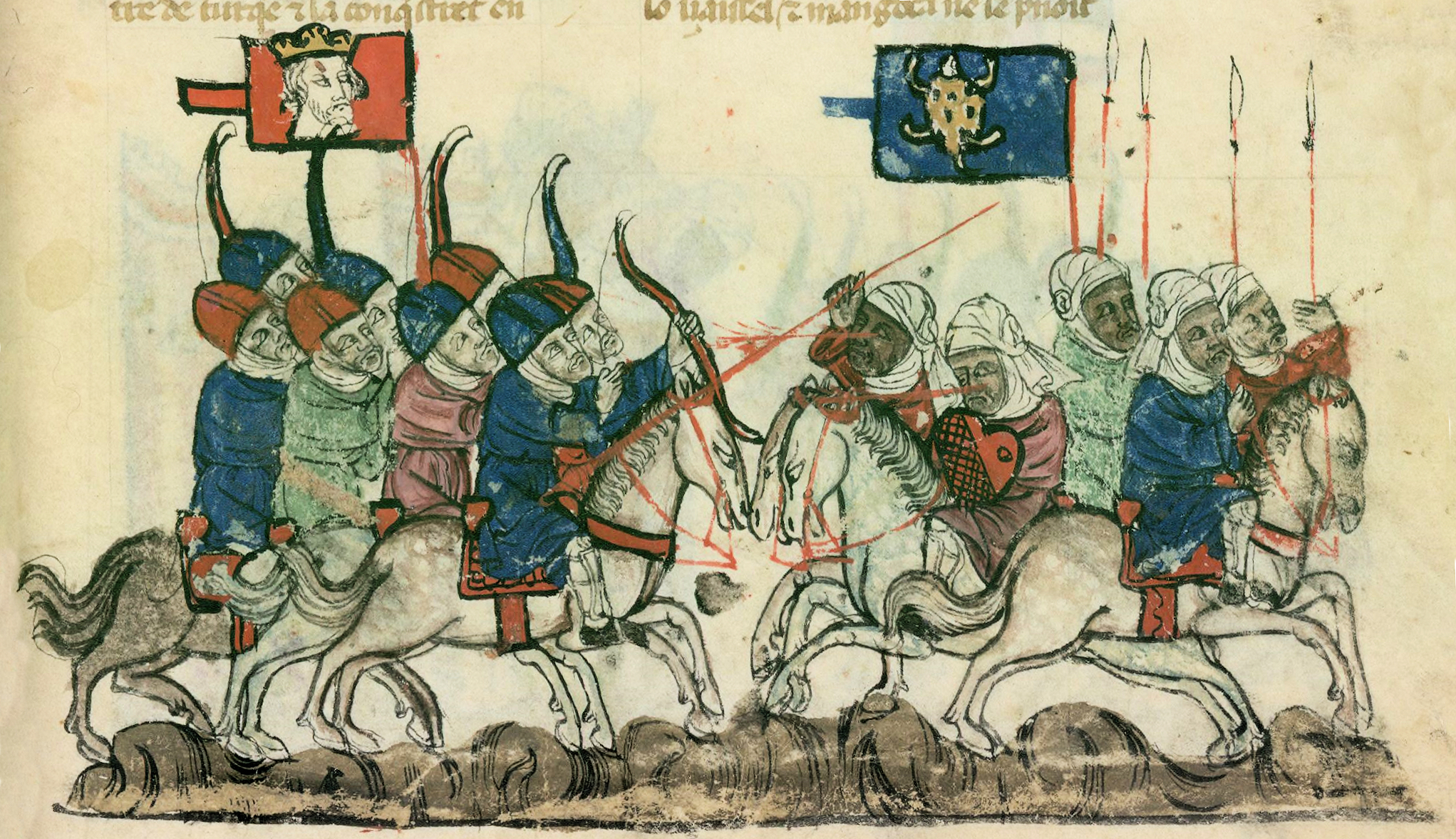
Schlacht vom Köse Dağ, Miniatur aus dem Werk Flor des estoires de la terre d'Orient des armenischen Historikers Hethum von Korykos

- 26. Juni bis 3. Juli: Die Schlacht vom Köse Dağ zwischen den Mongolen und dem Sultanat von Rum endet mit einem klaren Sieg für die Mongolen unter ihrem Führer Baiju gegen ein Heer aus Seldschuken, Georgiern und Kämpfern des Kaiserreiches Trapezunt unter Kai Chosrau II. Unmittelbare Folge der Schlacht ist der Niedergang des Sultanats von Rum und die Herrschaft der Mongolen über den größten Teil Anatoliens. Größere Städte wie Erzincan, Sivas und Kayseri werden geplündert und viele ihrer Einwohner getötet. Der Wesir des Sultans, Mühezzibüddin Ali, tritt in Verhandlungen mit den Mongolen und konnte sie dazu bewegen, nicht weiter nach Westen vorzudringen; Kai Chosrau II. muss sich ihnen jedoch als Vasall unterwerfen.
- Königin Rusudan unterwirft sich formell der Goldenen Horde der Mongolen unter Batu Khan und erreicht, dass ihr Sohn David VI. als König von Georgien anerkannt wird. Dazu muss er allerdings an den Hof des Großkhans nach Karakorum reisen.

#### Asien
- Nach dem Tod von Indravarman II. wird Jayavarman VIII. König der Khmer im Reich von Angkor.

#### Stadtrechte und urkundliche Ersterwähnungen
- 8. Mai: Klingnau wird zum ersten Mal als Stadt bezeichnet.
- 24. November: In einer Urkunde König Konrads IV. wird Bubenreuth als Bubenrode zum ersten Mal genannt.
- König Wenzel I. von Böhmen gründet Brünn als Königsstadt.
- Adligenswil, Anklam, Berg am Irchel, Bubenreuth, Gaggenau, Jonen und Moosleerau werden erstmals urkundlich erwähnt.
- Das von den Grafen von Eppan errichtete Castel Monreale in Faedo im norditalienischen Trentino wird erstmals urkundlich erwähnt.

### Gesellschaft
- 23. November: Richard von Cornwall, jüngerer Bruder des englischen Königs Heinrich III., heiratet in Westminster Abbey Sancha von der Provence, eine Tochter von Raimund Berengar V. von der Provence und Beatrix von Savoyen.

### Religion

#### Buddhismus

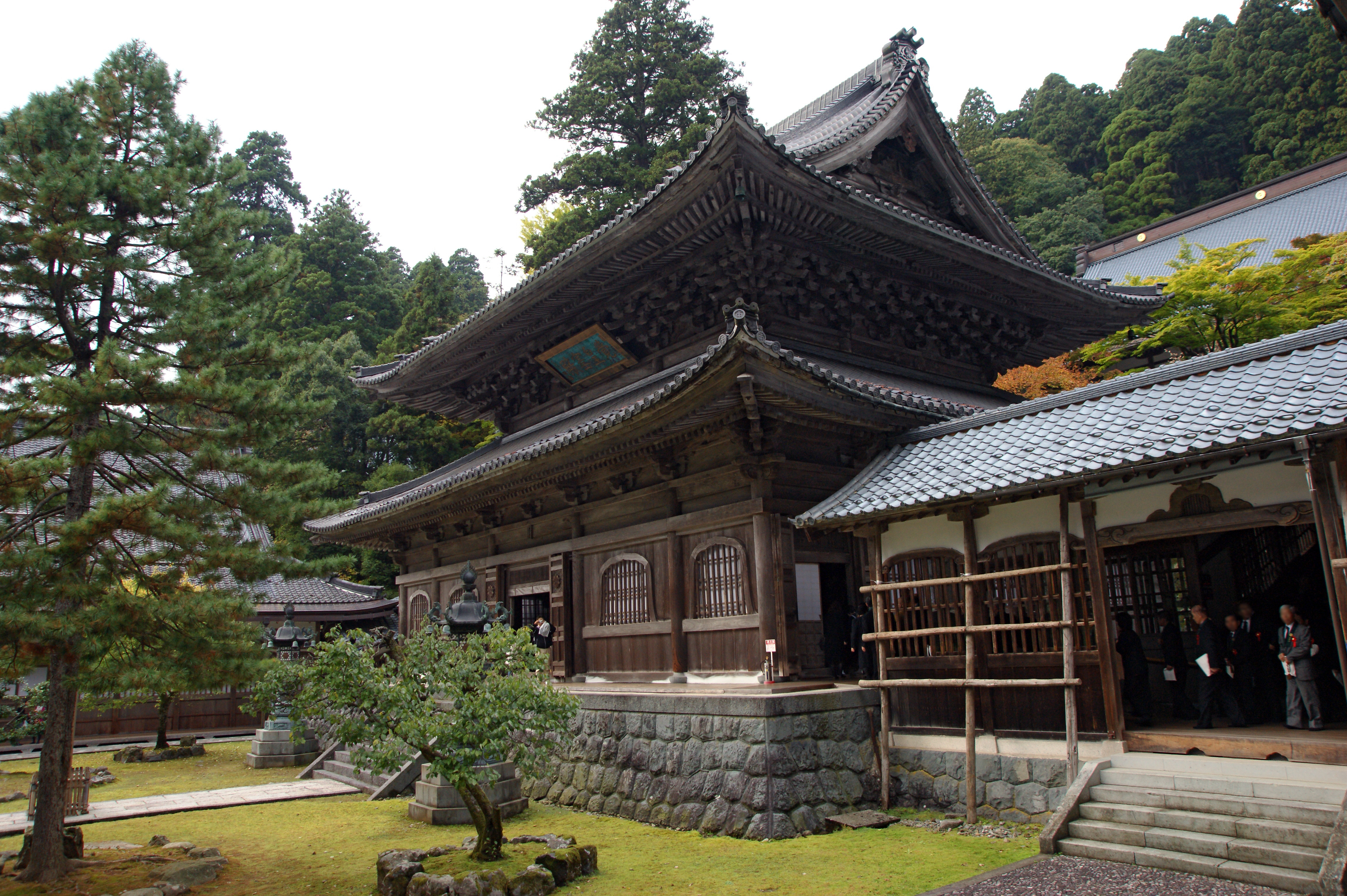
Eihei-ji

- Dōgen verlässt das Kloster Kōshō-ji und gründet das Eihei-ji, ein buddhistisches Kloster in der Provinz Echizen in Japan. Es ist eines der beiden Hauptklöster in der Linie des Sōtō-Zen.

#### Christentum

##### Papsttum und Kirchenhierarchie
- 15. Juni: Nach einer Sedisvakanz von 585 Tagen beginnt in Anagni das Konklave zur Wahl des Nachfolgers für den am 10. November 1241 verstorbenen Papst Coelestin IV.
- 25. Juni: Sinisbaldo Fieschi, Graf von Lavagna, wird zum Papst gewählt und nimmt den Namen Innozenz IV. an. Am 28. Juni erfolgt die Inthronisation.
- August: Heinrich I. von Raron folgt dem im Juli verstorbenen Boso de Granges als Bischof von Sitten.
- Ulrich wird nach dem am 7. Oktober verstorbenen Heinrich I. durch den Salzburger Erzbischof Eberhard von Regensberg zum Bischof von Seckau erhoben.

##### Klostergründungen
- 20. März: Das Kloster Thron wird gestiftet.
- Das Katharinenkloster Augsburg wird gegründet.
- Das Kloster Hemiksem wird gegründet.

##### Sonstiges
- 13. Mai: die Sankt-Jakobi-Kirche in Altstadt bei Magdeburg wird erstmals urkundlich erwähnt.
- Der päpstliche Legat Wilhelm von Modena teilt das Deutschordensland in Preußen in vier Bistümer auf. So entstehen die Bistümer Samland, Ermland, Kulm und Pomesanien. Sie unterstehen dem Erzbistum Riga.
- Thomas von Aquin tritt in den Dominikanerorden ein.
- Bonaventura tritt in den Franziskanerorden ein.
- Die Reliquien des hl. Simeon werden nach Zadar in Dalmatien übertragen. Seitdem wird der Heilige dort als Stadtpatron verehrt.

## Geboren

### Geburtsdatum gesichert
- 31. Mai: Jakob II., König von Mallorca († 1311)
- 6. Juni: Alix von Bretagne, französische Adlige und Kreuzfahrerin († 1288)
- 28. Juni: Go-Fukakusa, Kaiser von Japan († 1304)
- 2. September: Gilbert de Clare, 6. Earl of Hertford, englischer Adliger († 1295)

### Genaues Geburtsdatum unbekannt
- Künpang Thugje Tsöndrü, Lama der Jonang-Tradition des tibetischen Buddhismus und Gründer des Jonang-Klosters († 1313)
- Geoffrey of Langley, englischer Diplomat und Kreuzfahrer († 1307)
- Leutold I. von Kuenring-Dürnstein, österreichischer Ministeriale († 1312)
- Waldemar, König von Schweden († 1302)

### Geboren um 1243
- Isabella von Aragón, Königin von Frankreich († 1271)
- Ricoldo da Monte di Croce, Florentiner Orientmissionar und Islamkritiker († 1320)
- Aegidius Romanus, Scholastiker und Augustiner-Eremit († 1316)

## Gestorben

### Todesdatum gesichert
- 1. Januar: Bouchard V., Herr von Montmorency
- 16. Januar: Hermann V., Markgraf von Baden und Titularmarkgraf von Verona (* vor 1190)
- 20. Februar: Romano Bonaventura, italienischer Kardinal, Kardinalbischof von Porto e Santa Rufina, Legat für Frankreich
- 7. Mai: Hugh d’Aubigny, 5. Earl of Arundel, englischer Magnat (* um 1215)
- 12. Mai: Hubert de Burgh, 1. Earl of Kent, englischer Adeliger, Justiziar Englands (* um 1170)
- 2./13. Juli: Boso de Granges, Bischof von Sitten
- 7. Oktober: Heinrich I., Bischof von Seckau
- 15. Oktober: Hedwig von Andechs, Herzogin von Schlesien und Heilige der römisch-katholischen Kirche (* 1174)

### Genaues Todesdatum unbekannt
- vor 5. Juni: Constantia von Österreich, österreichische Adlige, Markgräfin von Meißen (* 1212)
- Juni: Yelü Chucai, mongolischer Beamter, Angehöriger des Herrscherhauses der Kitan
- Abu el-Haggag, Sufi-Scheich (* um 1150)

- Ermengol IX., Graf von Urgell

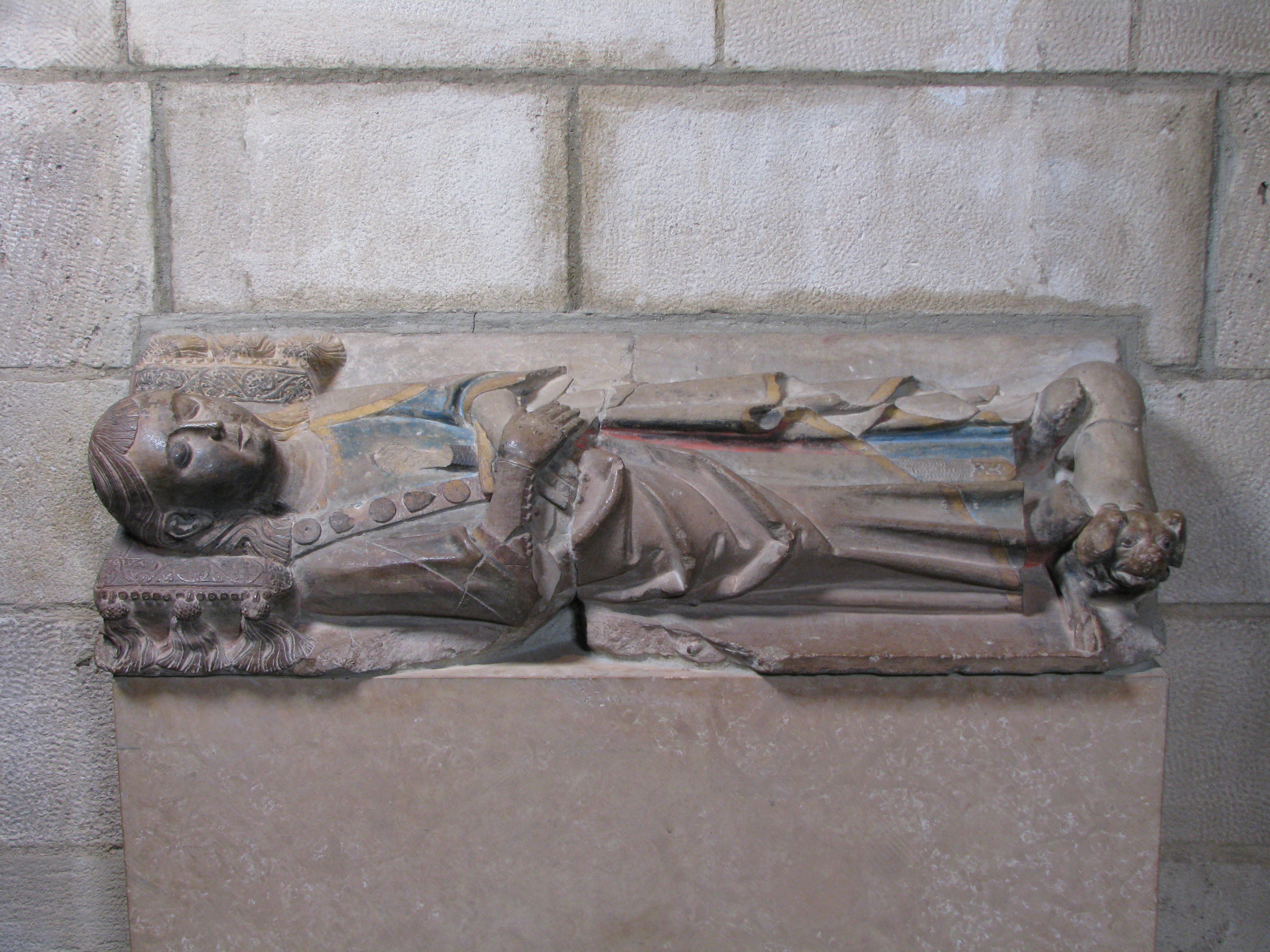
Grabmal Ermengols IX.

- Hawise of Chester, englische Adelige, Countess of Lincoln (* zwischen 1174 und 1181)
- Haymo von Faversham, englischer Franziskaner und Scholar (* um 1200)
- Ponç, Graf von Urgell
- Richard de Burgh, englisch-irischer Adeliger, Justiziar Irlands und Eroberer Connachts (* vor 1194)
- Simon von Chieti, Gefolgsmann Kaiser Friedrichs II.

### Gestorben um 1243
- Indravarman II., König des Khmer-Reiches von Angkor